# Реуцкая, Аграфена Павловна
Аграфена Павловна Реуцкая (1918 год, село Юрьевка — дата и место смерти не известны) — доярка совхоза имени Ильича Фрунзенской области, Киргизская ССР. Герой Социалистического Труда (1957).

## Биография
Родилась в 1918 году в крестьянской семье в селе Юрьевка (ныне — Ысык-Атинский район Чуйской области).
С 1947 года трудилась в колхозе «Красное Поле» в селе Юрьевка. С 1951 по 1960 года — доярка совхоза имени Ильича Фрунзенской области.
В 1954—1956 годах получала от каждой фуражной коровы в среднем по 5048 — 6008 килограмм молока. Указом Президиума Верховного Совета СССР от 15 февраля 1957 года за выдающиеся успехи, достигнутые в деле увеличения производства сахарной свеклы, хлопка и продуктов животноводства, широкое применение достижений науки и передового опыта в возделывании хлопчатника, сахарной свеклы и получение высоких и устойчивых урожаев этих культур удостоена звания Героя Социалистического Труда с вручением ордена Ленина и золотой медали «Серп и Молот».
С 1960 года трудилась дояркой на племенной ферме в колхозе имени Жданова Чуйского района.
Последние годы проживала в Бишкеке.